# Marco Cassetti
Marco Cassetti, född 19 maj 1977 i Brescia, är en italiensk före detta fotbollsspelare. Cassetti spelade oftast ytterback, men har även visat att han är kapabel att spela yttermittfältare samt mittback. Cassetti gjorde fem landskamper för Italiens herrlandslag i fotboll.
Den 6 december 2009 avgjorde Marco Cassetti Romderbyt för sitt Roma med matchens enda mål som kom i 77:e minuten. Cassetti bar just nummer 77 i Roma eftersom han är född 1977. 
Marco Casettis sista klubb var Watford. Hans lön var 1,8 miljoner euro (2011) per år.